# Der gefesselte Prometheus
Der gefesselte Prometheus (Prometeu encadenat), op. 38, és una obertura composta el 1889 per l'hongarès Károly Goldmark basat en la tragèdia de l'antiga Grècia Prometeu encadenat.
El mite de Prometeu, molt popular entre els romàntics, ja havia estat pres per altres compositors com Ludwig van Beethoven, en el ballet Les criatures de Prometeu, i Franz Liszt en el poema simfònic Prometeu.
Segons alguns crítics la composició de Goldmark és considerat més aviat un poema simfònic en el model de Liszt, en lloc d'una obertura real, malgrat el títol, el que suggeriria un preludi musical anteposant la representació de la tragèdia d'Èsquil.